# Горобіївська волость
Горобіївська волость — історична адміністративно-територіальна одиниця Сквирського повіту Київської губернії з центром у селі Горобіївка.
Станом на 1886 рік складалася з 6 поселень, 6 сільських громад. Населення — 5137 осіб (2544 чоловічої статі та 2593 — жіночої), 638 дворове господарство.
|                     | Площа, десятин | У тому числі орної, дес. |
| ------------------- | -------------- | ------------------------ |
| Сільських громад    | 3938           | 3938                     |
| Приватної власності | 5341           | 3600                     |
| Іншої власності     | 184            | 159                      |
| Загалом             | 9463           | 7325                     |

Поселення волості:
- Горобіївка — колишнє власницьке село при річці Тарган за 12 верст від повітового міста, 1817 осіб, 295 дворів, православна церква, католицька каплиця, школа, школа, постоялий двір, 2 постоялих будинки, 2 лавки, 2 водяних і вітряний млини, лісова контора.
- Лаврики — колишнє власницьке село, 713 осіб, 97 дворів, православна церква, школа, постоялий будинок, 2 водяних і 3 вітряних млини.
- Оріховець — колишнє власницьке село, 699 осіб, 87 дворів, православна церква, школа, постоялий двір, постоялий будинок, 2 водяних і вітряних млини.
- Терешки — колишнє власницьке село, 697 осіб, 81 двори, православна церква, постоялий будинок, водяний млин.
- Шаліївка — колишнє власницьке село, 504 особи, 72 двори, православна церква, школа, постоялий будинок, 4 водяних  млини.

Старшинами волості були:
- 1909—1915 роках — Федір Семенович Кулібаба[2],[3];
- 1909—1915 роках — Василь Спиридонович Винник[4],[5],[6].